# Tuffi ai XX Giochi del Commonwealth - Piattaforma 10 metri femminile
Il concorso dei tuffi dalla piattaforma 10 metri femminile dei Giochi del Commonwealth di Glasgow 2014 si è svolto il 31 luglio 2014.

## Risultati
In verde sono indicati i finalisti.
| Class | Atleta           | Preliminare | Preliminare | Finale | Finale |
| Class | Atleta           | Punti       | Class       | Punti  | Class  |
| ----- | ---------------- | ----------- | ----------- | ------ | ------ |
|       | Meaghan Benfeito | 318.45      | 4           | 372.65 | 1      |
|       | Pandelela Rinong | 348.80      | 1           | 368.55 | 2      |
|       | Roseline Filion  | 348.80      | 1           | 361.80 | 3      |
| 4     | Lara Tarvit      | 301.60      | 7           | 341.60 | 4      |
| 5     | Tonia Couch      | 337.00      | 3           | 335.70 | 5      |
| 6     | Cheong Jun Hoong | 304.45      | 5           | 332.60 | 6      |
| 7     | Carol-Ann Ware   | 261.15      | 11          | 320.80 | 7      |
| 8     | Loh Zhiayi       | 259.25      | 12          | 318.25 | 8      |
| 9     | Sarah Barrow     | 290.60      | 9           | 315.80 | 9      |
| 10    | Victoria Vincent | 297.30      | 8           | 299.50 | 10     |
| 11    | Melissa Wu       | 302.30      | 6           | 259.20 | 11     |
| 12    | Rachel Bugg      | 281.95      | 10          | 247.90 | 12     |